# Szatmári Olga
Szatmári Olga (Budapest, 1935. december 11.  – 2017. augusztus 20.) magyar színésznő.

## Életpályája
„Kilencéves koromban volt az első balett-vizsgám. Táncosnőnek készültem, énekelni is tanultam. Végül színésznő lettem. Nagyszerű dolog játszani, szeretem a táncot, imádok énekelni… Színész és énekes feladatnak a legnagyobb volt Rosalinda szerep, A denevérben. És annyival is emlékezetesebb, hogy ebben a darabban ismerkedtem meg a férjemmel.”

Az Állami Déryné Színház stúdiójában végzett. Pályája elején nyilatkozta:

„Nekem sokkal nehezebb, mint pályatársaimnak, mert férjem tanítványa vagyok és nála nincs kímélet. Ha itthon vagyok, több a munkám, mint a turnékon. Be kell hoznom a mulasztottakat. Egyik énekgyakorlat követi másikat, Feri zongorakíséretével és pedagógiai utasításaival. ”

1959-től volt az Állami Déryné Színház tagja, majd 1978-tól a jogutódok: a Népszínház operatagozatának magánénekese, illetve 1982-től a Józsefvárosi Színház művésze volt. Sokoldalú színésznő, játszott prózai előadásokban, zenés darabokban, énekelt operát is.
Férjétől Szegleth Ferenc operaénekestől elvált, lányuk Szegleth Zita (Zizi) 1964-ben született.[forrás?]

## Színházi szerepeiből
- Gaetano Donizetti: Szerelmi bájital... Adina; Gianetta
- Gaetano Donizetti: Szeszélyes esküvő (Don Paquale)... Norina
- Gaetano Donizetti: Az ezred lánya... A grófnő
- Johann Strauss: A cigánybáró... Szaffi; Mária Terézia császárné
- Johann Strauss: A denevér... Rosalinda
- Oscar Straus: Varázskeringő... Heléna, trónörökösnő
- Jacques Offenbach: Párizsi élet... Krisztina
- Jacques Offenbach: Hoffmann meséi... Stella
- Daniel Auber: Hét erdő ördöge (Fra Diavolo)... Pamela
- Otto Nicolai: Windsori víg nők... Fogadósné
- Friedrich von Flotow: Márta... Fogadósné
- Iszaak Oszipovics Dunajevszkij: Aranyvölgy... Olga
- Kacsóh Pongrác: János vitéz... Iluska; A francia királykisasszony
- Kodály Zoltán: Háry János... Mária Lujza
- Kálmán Imre: Csárdáskirálynő... Stázi
- Kálmán Imre: Montmartre-i ibolya... Ninon
- Ábrahám Pál: Bál a Savoyban... Madelaine
- Jacobi Viktor: Leányvásár... Bessy; Terry
- Lehár Ferenc: Vándordiák... Karolin
- Berté Henrik: Három a kislány... Hédi
- Szirmai Albert – Bakonyi Károly – Gábor Andor: Mágnás Miska... Marcsa
- Szirmai Albert: Mézeskalács... Örzsi
- Kemény Egon – Tabi László – Erdődy János: Valahol délen... Anna
- Jurij Szergejevics Miljutyin: Juanita csókja... Juanita
- Valentyin Petrovics Katajev: Bolond vasárnap... Helena Tudorkina
- Mark Twain: Koldus és királyfi... Vádlott asszony; Koldusasszony
- Heltai Jenő: A néma levente... Beatrix; Gianetta
- Kállai István: Majd a papa... Éva
- Szigligeti Ede – Tabi László: Párizsi vendég... Adelaid
- Békeffi István – Lajtai Lajos: Az okos mama... Mária
- Sármándi Pál: Peti kalandjai... Nagymama
- Zelk Zoltán: Az ezernevű lány... Cseresznyefa

## Díjai, elismerései
- Nívódíj (1969)[3]
- Nívódíj (1977)[4]